# De Bortførte Børn
De Bortførte Børn er en dokumentartv-serie i fem afsnit, der blev sendt på TV 2 i perioden fra 2. til 30. januar 2012.
Skuespilleren Janus Nabil Bakrawi undersøger i samarbejde med TV 2 fire sager hvor børn er blevet bortført af et familiemedlem. Serien kritiserer bl.a. politiet og Udenrigsministeriet til at være for langsomme til at reagere, inden barnet f.eks. er bortført til et land, der ikke har udvekslingsaftale med Danmark.
En mor til et af de bortførte børn har kritiseret produktionen for ikke at lade hende gennemse materialet inden programmet blev sendt. Hun mener at programmet fremsætte en række faktuelt forkerte oplysninger, og forsøgte forgæves at få nedlagt et fogedforbud for at standse udsendelsen.